# Eisele Verlag
Der Eisele Verlag ist ein unabhängiger Publikumsverlag mit Sitz in München. Er wurde 2016 von Julia Eisele, einer ehemaligen Programmleiterin im Piper Verlag, gegründet. Das Programm umfasst 8 bis 10 Neuerscheinungen pro Jahr, zum Großteil aus dem Bereich Belletristik. Der Verlag setzt sein Profil „an der Schwelle zwischen Literatur und Unterhaltung“ an.
Mit Elke Heidenreichs Lese-Autobiographie Hier geht’s lang! erzielte der Verlag einen Spiegel-Bestseller. Weitere erfolgreiche Autorinnen des Verlags sind unter anderem Madeline Miller, Eva Lohmann, Julie von Kessel, Mary Beth Keane und Rebecca Makkai. Für Durch das große Feuer wurden Autorin Alice Winn, Übersetzer Ursula Wulfekamp und Benjamin Mildner mit dem Deutschen Jugendliteraturpreis ausgezeichnet.
Der Eisele Verlag wurde bisher dreimal mit dem Deutschen Verlagspreis ausgezeichnet (2020, 2021 und 2024). Der Verlag ist unabhängig, unterhält jedoch eine Vertriebskooperation mit den Ullstein Buchverlagen; die Öffentlichkeitsarbeit verantwortet das Hamburger Pressebüro Politycki & Partner, die Gestaltung das Münchner Favoritbuero.